# Římov, Třebíč
Římov là một làng thuộc huyện Třebíč, vùng Vysočina, Cộng hòa Séc.